# Andreea Răducan
Andreea Mădălina Răducan (Bârlad, 30 september 1983) is een voormalig turnster uit Roemenië.
In 1999 werd Răducan wereldkampioen in de landenwedstrijd en op vloer.
Răducan won tijdens de Olympische Zomerspelen 2000 de gouden medaille in de landenwedstrijd en individueel de zilveren medaille op vloer.
Tijdens de wereldkampioenschappen 2001 won Răducan goud op de balk en vloer.

## Resultaten

### Olympische Zomerspelen
| Jaar | Plaats | Resultaten                      |
| ---- | ------ | ------------------------------- |
| 2000 | Sydney | landenwedstrijd sprong 6e vloer |

### Wereldkampioenschappen
| Jaar | Plaats  | Resultaten                       |
| ---- | ------- | -------------------------------- |
| 1999 | Tianjin | landenwedstrijd · vloer · balk   |
| 2001 | Gent    | balk · vloer · meerkamp · sprong |

## Films
- The Golden Girl (2020)

1928: Agsteribbe, Burgerhof, De Levie, Nordheim, Polak, Simons, Stelma, Van den Berg, Van den Bos, Van der Vegt, Van Randwijk, Van Rumt ·
1936: Bärwirth, Bürger, Frölian, Iby, Meyer, Pöhlsen, Schmitt, Sohnemann ·
1948: Honsová, Kovářová, Misáková, Müllerová, Růžičková, Šilhánová, Srncová, Veřmiřovská ·
1952: Gorochovskaja, Botsjarova, Minaitsjeva, Oerbanovitsj, Danilova, Sjamrai, Dzjoegeli, Kalintsjoek ·
1956: Manina, Latynina, Moeratova, Kalinina, Astachova, Jegorova ·
1960: Moeratova, Latynina, Astachova, Ljoechina, Ivanova, Nikolajeva ·
1964: Latynina, Astachova, Voltsjetskaja, Zamotajlova, Manina, Gromova ·
1968: Koetsjinskaja, Voronina, Petrik, Karasjova, Toerisjtsjeva, Boerda ·
1972: Toerisjtsjeva, Korboet, Lazakovitsj, Boerda, Saadi, Kosjel ·
1976: Filatova, Grozdova, Kim, Korboet, Saadi, Toerisjtsjeva ·
1980: Davydova, Filatova, Kim, Naimoesjina, Sjaposjnikova, Zacharova ·
1984: Szabo, Cutina, Păucă, Grigoraș, Stănuleț, Agache ·
1988: Baitova, Sjevtsjenko, Strazjeva, Lasjtsjenova, Boginskaja, Sjoesjoenova ·
1992: Boginskaja, Lysenko, Galijeva, Goetsoe, Groedneva, Tsjoesovitina ·
1996: Miller, Dawes, Strug, Moceanu, Phelps, Chow, Borden ·
2000: Răducan, Amânar, Olaru, Boboc, Isărescu, Presăcan ·
2004: Ban, Eremia, Ponor, Roșu, Șofronie, Stroescu ·
2008: Yang, Cheng, Jiang, Deng, He, Li ·
2012: Douglas, Maroney, Raisman, Ross, Wieber ·
2016: Biles, Douglas, Hernandez, Kocian, Raisman ·
2020: Achajmova, Listoenova, Melnikova, Oerazova ·
2024: Biles, Carey, Chiles, Lee, Rivera
- Nationale Bibliotheek van Tsjechië: xx0181947
- Virtual International Authority File: 306339315